# 府中愛宕山古墳
府中愛宕山古墳（ふちゅうあたごやまこふん）は、茨城県石岡市北根本にある古墳。形状は前方後円墳。舟塚山古墳群を構成する古墳の1つ。茨城県指定史跡に指定されている。

## 概要
茨城県中部、恋瀬川流域の台地上に築造された古墳である。南西約300メートルには舟塚山古墳があり、霞ヶ浦との位置関係から愛宕山古墳は「出舟（出船）」、舟塚山古墳は「入舟（入船）」と通称される。愛宕山古墳については1897年（明治30年）に発掘調査が実施されているほか、1979年（昭和54年）に周溝確認の発掘調査が実施されている。
墳形は前方後円形で、前方部を南東方に向ける。墳丘周囲には周濠が巡らされている。明治の調査の際には無文素焼（土師器）の壺7個が発見されたというほか、墳丘から形象埴輪が出土したというが、詳細は不明。築造年代は、古墳時代後期の6世紀初頭頃と推定される。
古墳域は1971年（昭和46年）に茨城県指定史跡に指定されている。

## 遺跡歴
- 1897年（明治30年）、発掘調査（東京大学の坪井正五郎）[1]。
- 1971年（昭和46年）12月2日、茨城県指定史跡に指定[3]。
- 1979年（昭和54年）、周溝確認の発掘調査[1]。

## 墳丘
墳丘の規模は次の通り。
- 墳丘長：96.6メートル
- 後円部
  - 直径：57メートル
  - 高さ：8.5メートル
- 前方部
  - 幅：57メートル
  - 高さ：7.5メートル

墳形の築造企画は、誉田御廟山古墳（大阪府羽曳野市）との類似が指摘される。墳丘周囲に巡らされた周濠の幅は、後円部側で約16メートル、前方部側で約24メートルを測る。

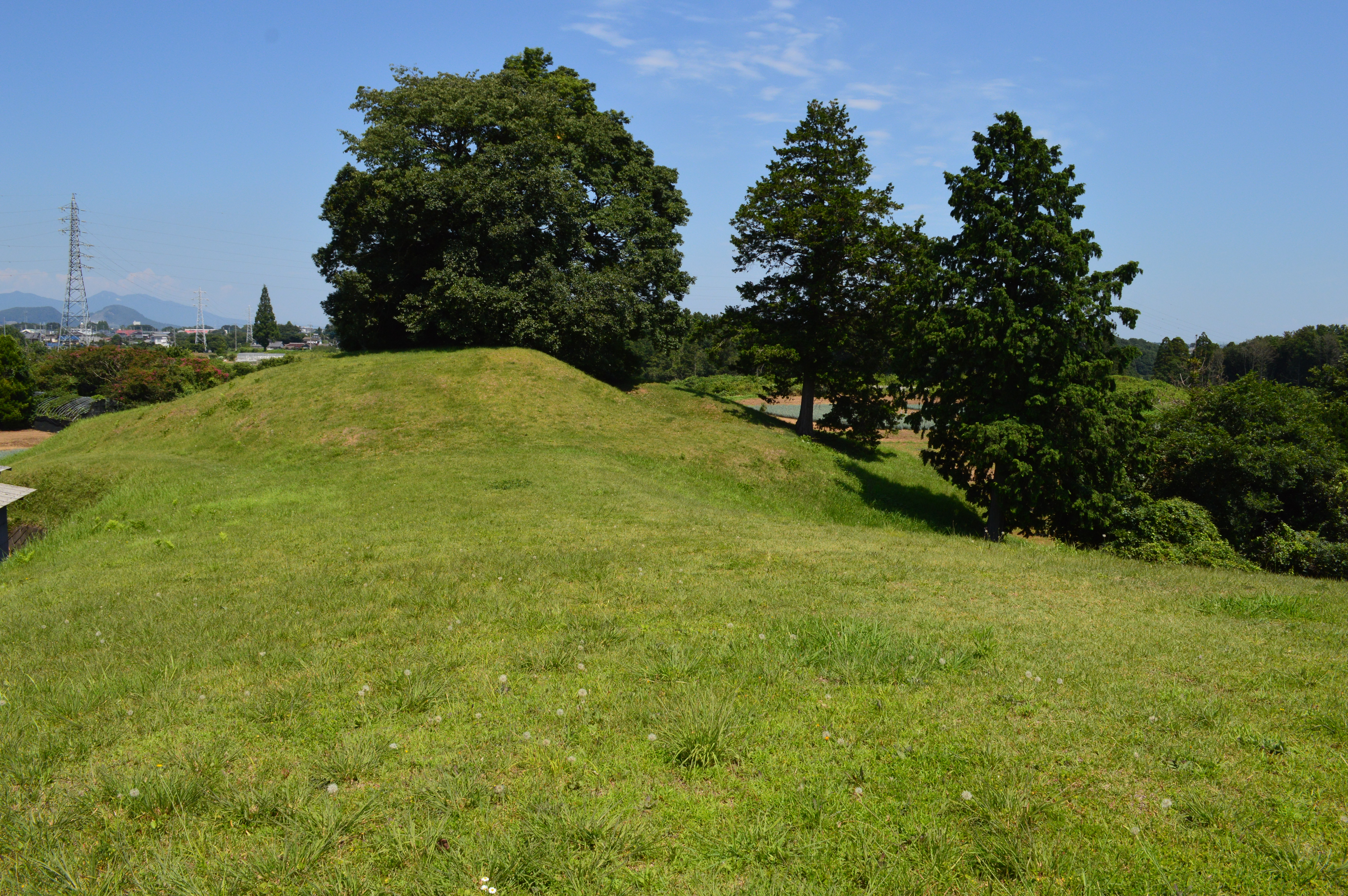
前方部から後円部を望む
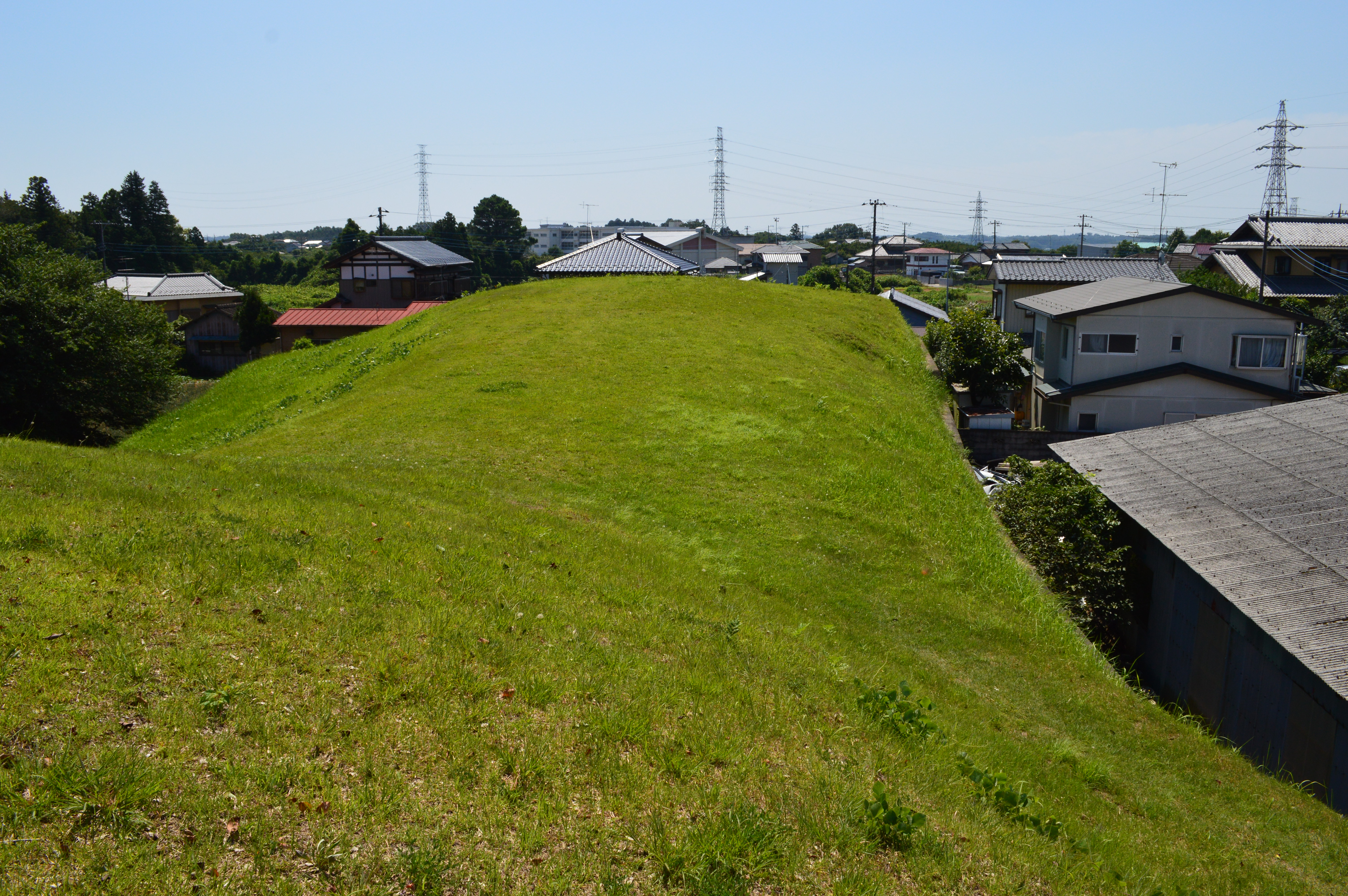
後円部から前方部を望む

## 文化財

### 茨城県指定文化財
- 史跡
  - 府中愛宕山古墳 - 昭和46年12月2日指定[3]。